# 栾祁
栾祁（？—？），春秋时期晋国人，栾黡之妻，范宣子士匄之女，栾盈之母。
栾祁和栾黡之子栾盈，乐善好施，得到了很多名士追随。丈夫栾黡去世后，栾祁和家宰州宾私通，将栾氏家产私吞，栾盈不满。前552年，栾祁怕儿子会来讨伐，便联合和栾黡有矛盾的兄弟范鞅向士匄诬告栾盈意图叛乱，士匄害怕栾盈的门客，改任他为下卿，并放逐他去筑城，栾盈逃到齐国。